# Aeroporto Internacional de Natal

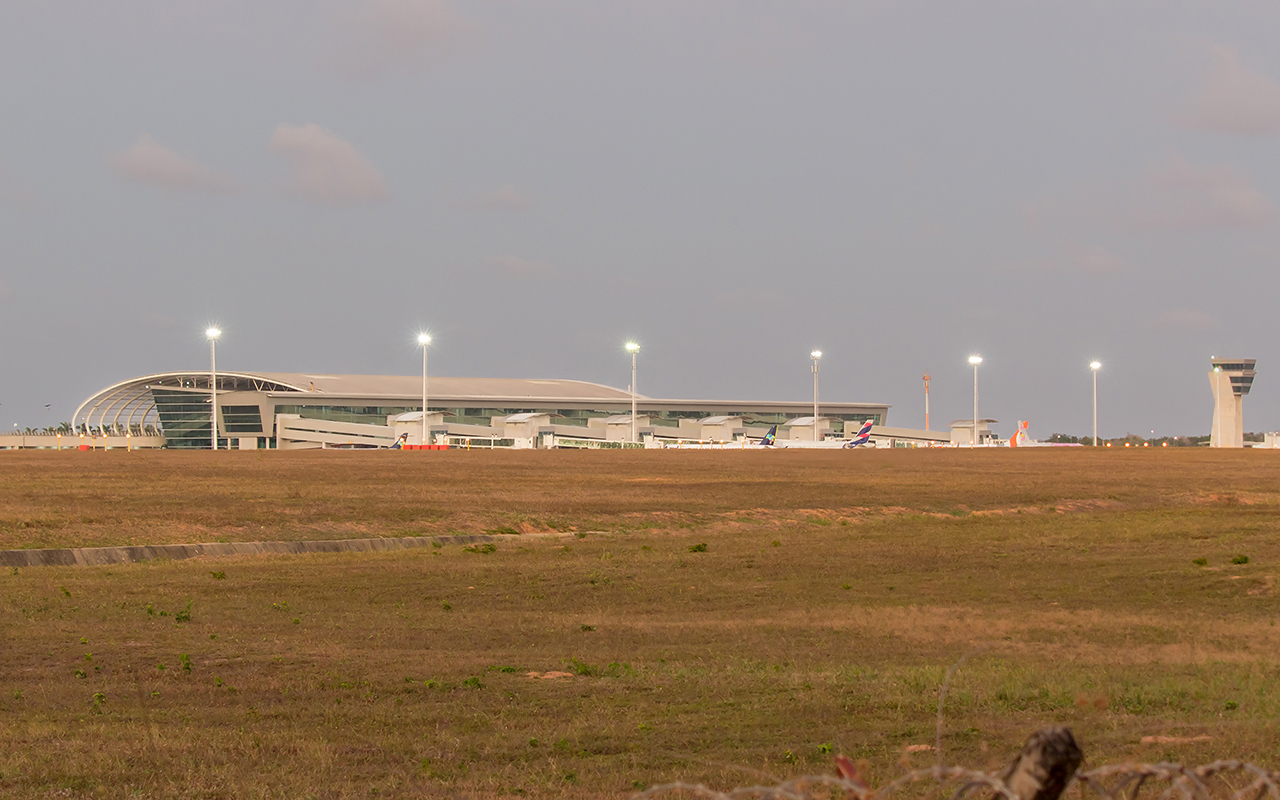
Aeroporto Internacional de Natal - Governador Aluízio Alves

O Aeroporto Internacional de Natal - Governador Aluízio Alves (IATA: NAT, ICAO: SBSG) é um aeroporto brasileiro, localizado no município de São Gonçalo do Amarante, no estado do Rio Grande do Norte. Situa-se a 26 quilômetros do centro de Natal. É administrado pela Zurich Airport.
É o primeiro aeroporto privatizado do país. O terminal possui capacidade anual de 6,2 milhões de passageiros e foi inaugurado em 31 de maio de 2014. Contratualmente, o Aeroporto Internacional Augusto Severo, antigo terminal aeroportuário, foi desativado assim que o novo terminal começou a operar.
Entre os terminais de médio porte (com movimentação de até 05 (cinco) milhões de passageiros), pesquisa da Secretaria de Aviação Civil divulgada em janeiro de 2016 colocou o aeroporto como o melhor do Brasil. Da mesma forma, a pesquisa ainda mostrou que o complexo é o melhor em 11 itens avaliados (entre 48), dentre eles as categorias "conforto", "atendimento", "limpeza geral" e "transporte público". Em outubro de 2015, foi eleito o melhor terminal de passageiros do país, sendo o grande vencedor da 25ª edição do "Prêmio Upis de Turismo". Em março de 2017, o aeroporto foi apontado como o maior exportador do nordeste em 2016. Em Julho de 2018, o aeroporto foi premiado como o melhor do Brasil na categoria até 05 milhões de passageiros pelo Ministério dos Transportes.
Concebido sob o conceito de "aeroporto-cidade", o objetivo é, conjuntamente com a criação da Zona de Processamento de Exportação (ZPE) de Macaíba, polo de atração de empresas exportadoras, elevar o grau de competitividade do transporte de cargas e passageiros no Estado devido a sua proximidade com o continente europeu. O complexo é visto pelas autoridades políticas como uma das alavancas para a economia potiguar nos próximos anos. O aeroporto possui a denominação oficial de "Aeroporto Internacional do Rio Grande do Norte/São Gonçalo do Amarante - Governador Aluízio Alves", por força da lei nº 12.920 de dezembro de 2013.

## Acessos

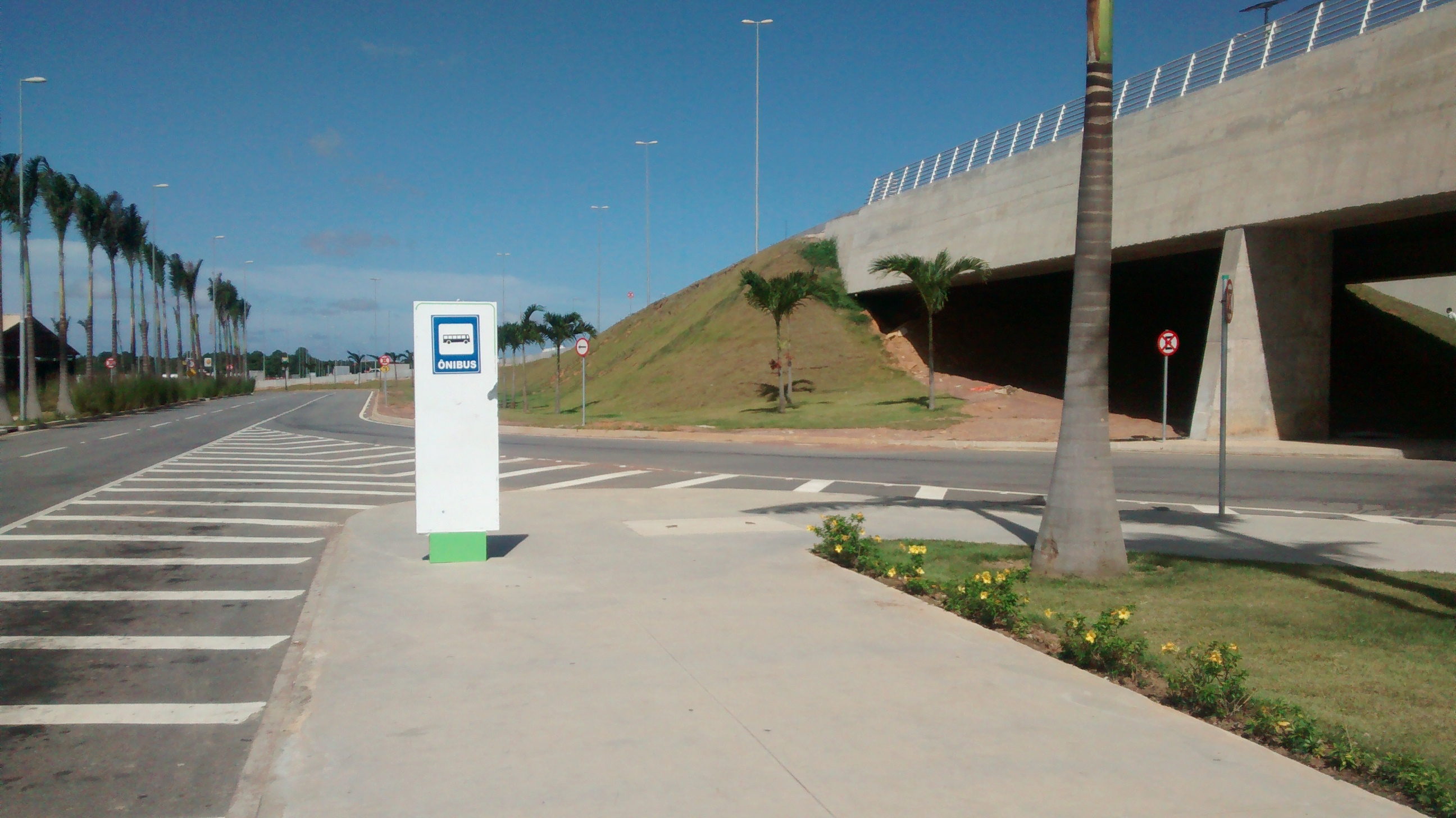
Ponto de ônibus em frente ao terminal.

O aeroporto é ligado a duas rodovias federais. O Acesso Norte é realizado pela BR-406, com acesso direto à capital do estado e a BR-101 Norte. Já o Acesso Sul é realizado pela conjunção das BR-226 e BR-304, que dá acesso ao município limítrofe de Parnamirim e a BR-101 Sul. Ambos os acessos estão concluídos e em pleno funcionamento. Os mesmos integram o anel metropolitano de Natal.
Já segue em Implantação o sistema de VLT (Veículo Leve sob Trilhos) que interligará o centro da cidade ao Aeroporto de Natal.

## Histórico

### 1996-2014 - Viabilização do projeto
Com o intuito de separar a aviação civil da militar (o Aeroporto Augusto Severo está contíguo à Base Aérea de Natal), as primeiras desapropriações dos terrenos começaram em 1996. Entre 1997 e 2000, o terreno foi cercado, terraplanado e desmatado. Somente em 2009, contudo, é que um termo de cooperação entre a Empresa Brasileira de Infraestrutura Aeroportuária (Infraero) e o 1.º Grupamento de Engenharia do Exército Brasileiro foi assinado com o intuito de construção das pistas de pouso, compreendendo ainda as pistas de táxi, infraestrutura de balizamento e proteção ao voo, sistema de drenagem, pátio de estacionamento de aeronaves, e acesso terrestre dentro do sítio aeroportuário. Em fevereiro de 2008, o decreto nº 6373 inclui o aeroporto no Programa Nacional de Desestatização.

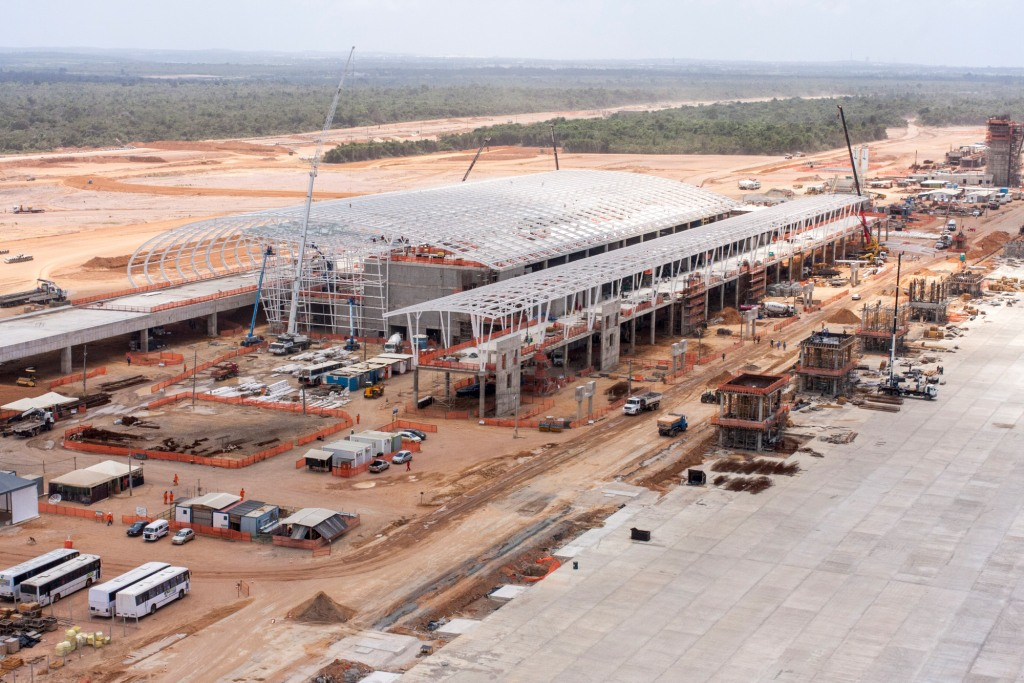
Terminal em construção. Setembro de 2013.

Mais de 15 anos depois do início das obras, o aeroporto é incluído na Matriz de Responsabilidades da Copa do Mundo de 2014, ganhando maior celeridade. Em 12 de maio de 2011, a Agência Nacional de Aviação Civil (ANAC) divulgou o edital de concessão do aeroporto. O leilão para a escolha do consórcio vencedor tinha a previsão de ocorrer inicialmente em 19 de julho, sendo adiado posteriormente para 22 de agosto na Bolsa de Valores de São Paulo. No dia 22 de agosto, às 11 horas da manhã, o Consórcio Inframérica Aeroportos (formado pelas empresas Infravix, do grupo brasileiro Engevix, e pela argentina Corporación América) venceu o leilão, que foi bastante disputado, e ganhou o direito de construir e administrar o complexo aeroportuário por 28 anos. No dia 28 de novembro de 2011, com a presença da então Presidente da República Dilma Rousseff, foi assinado o contrato de concessão do aeroporto ao Consórcio Inframérica. Com a assinatura, as obras do terminal de passageiros e cargas, a cargo da concessionária, começaram em agosto de 2012.
Com a celeridade da construção do terminal, as obras de acesso ao aeroporto, objeto de repercussão na imprensa nacional devido aos atrasos, só foram iniciadas em novembro de 2013.
Em dezembro de 2013, o Exército finaliza as obras sob sua responsabilidade. Ainda neste mês, o aeroporto teve sua denominação modificada por força da lei 12.920, de 24 dezembro de 2013, que o nomeia como "Aeroporto Internacional do Rio Grande do Norte/São Gonçalo do Amarante - Governador Aluízio Alves", em homenagem a Aluísio Alves, político potiguar que ocupou vários cargos públicos, entre eles o de governador do Estado no período de 1961 e 1965.

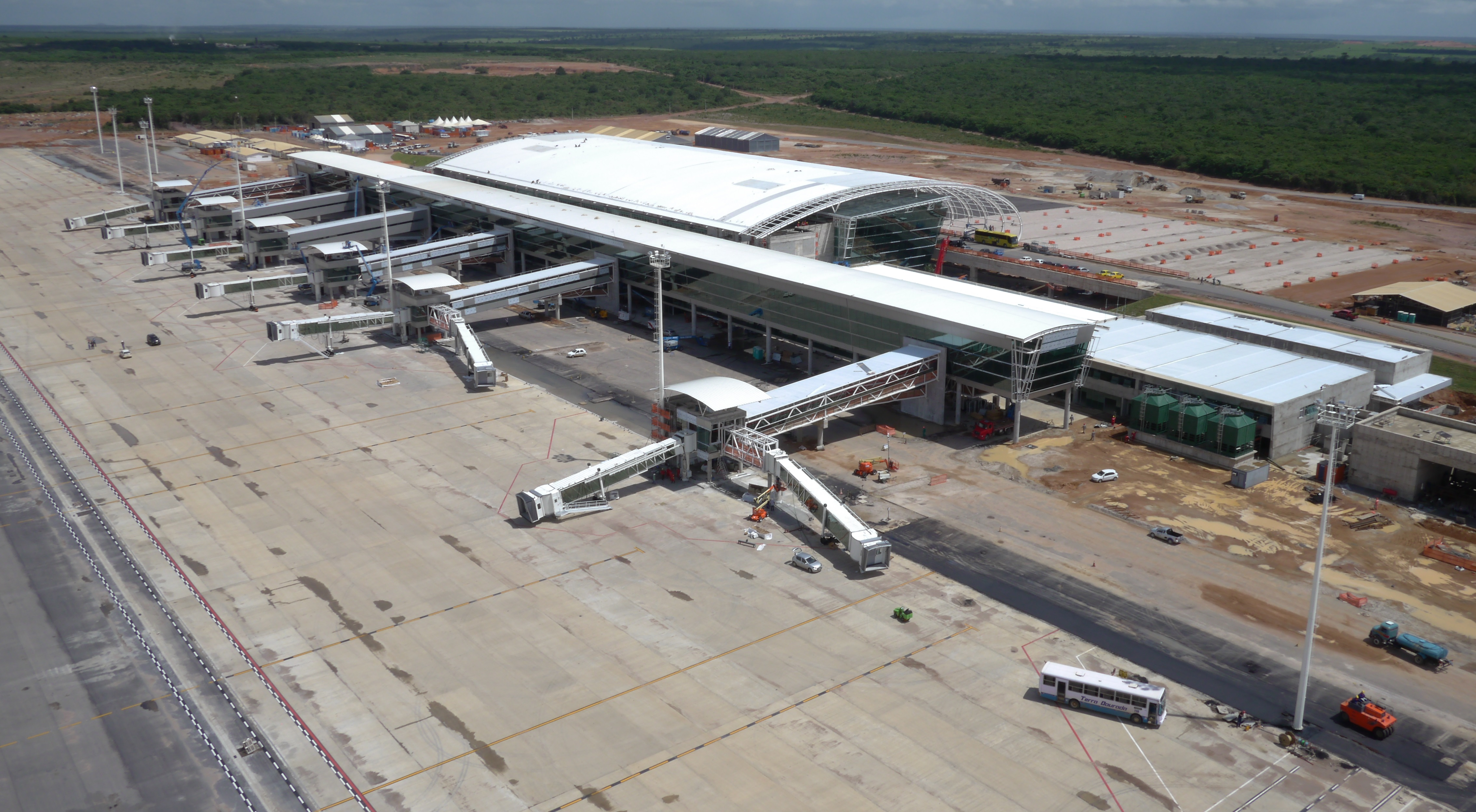
Construção do Aeroporto. Abril de 2014.

### 2014-2015 - Entrada em funcionamento
O aeroporto iniciou suas atividades em 31 de maio de 2014, às 8 horas da manhã. O primeiro pouso realizado foi de um avião da LATAM Airlines Brasil. O aeroporto recebe tanto voos nacionais como internacionais, como os da companhia TAP Portugal. O Acesso Norte, devidamente pavimentado e iluminado, também foi inaugurado junto ao terminal.
Em funcionamento desde 31 de maio de 2014, o aeroporto foi inaugurado oficialmente em 9 de junho de 2014.
De olho na modernidade do novo Aeroporto Internacional de Natal, muitas companhias demonstraram interesse em operar no local. A Gol anunciou seu voo para Buenos Aires, na Argentina, depois a TACV Cabo Verde Airlines anunciou que terá um voo semanal a partir de Novembro para Ilha do Sal e demais conexões. A TAP já opera na rota de Lisboa há alguns anos, assim como a Italiana Meridiana, anunciou mais uma rota partindo da capital potiguar até Milão.

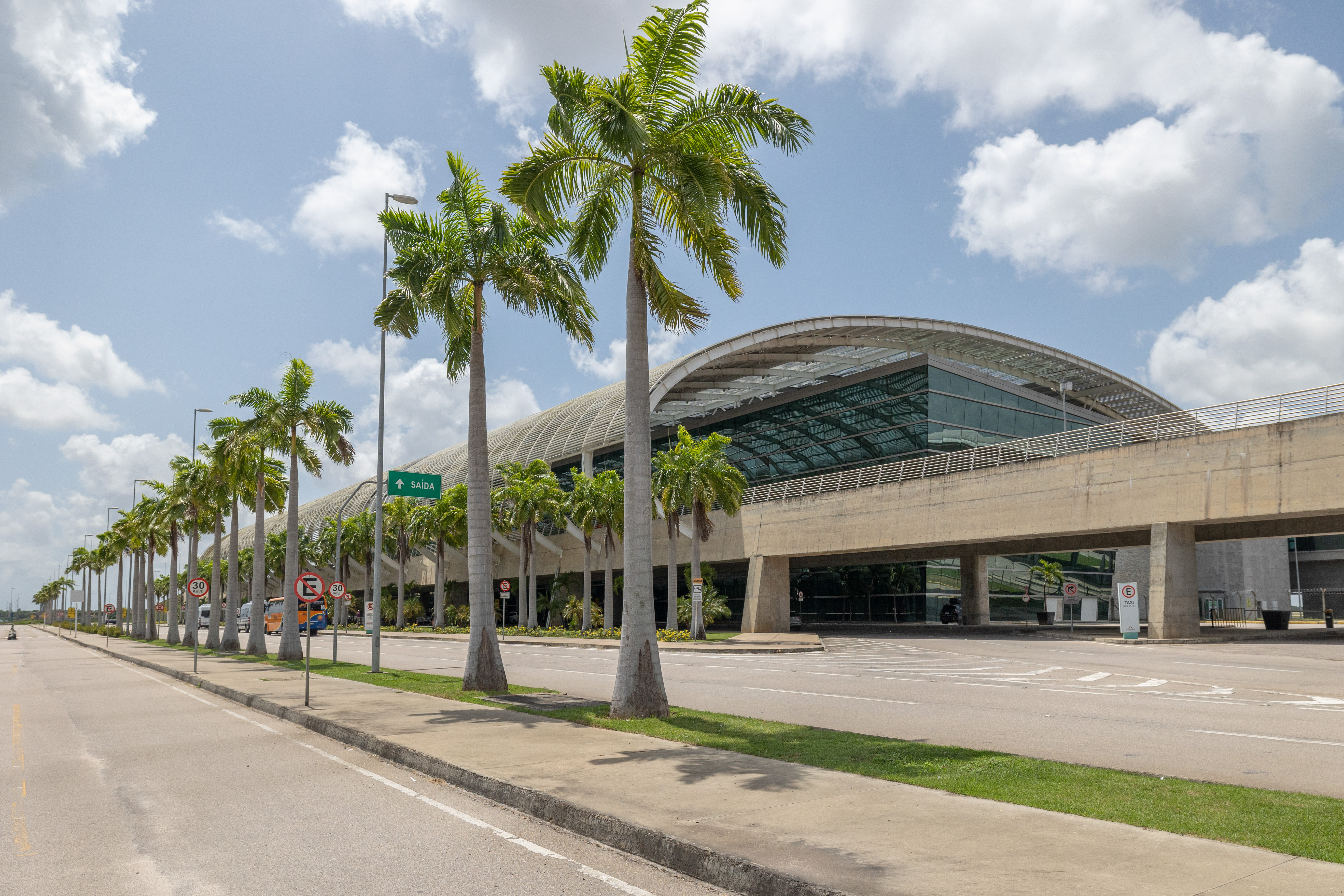
Fachada do aeroporto.

Em 2015, a TAM Linhas Aéreas afirmou que Natal está disputando com Recife e Fortaleza, um centro de conexões aéreas (HUB).
Em junho, a Azul anunciou a inclusão de mais voo de Campinas, em São Paulo, e de Belo Horizonte (Confins), em Minas Gerais. A GOL lançou a rota semanal Natal-Porto Alegre (RN-RS), dentre tantos outros voos. No setor de cargas, a Companhia Alemã Lufthansa Cargo anunciou Natal como destino de uma de suas rotas, ficando: Frankfurt – Dakar – São Paulo-Viracopos – Natal – Dakar – Frankfurt. Voo que acontece duas vezes por semana sempre as terças e domingos.
Em outubro de 2015, o Governo do RN conclui totalmente as obras do Acesso Norte, pela BR-406.

### 2016 - Acesso Sul e Centro de Tratamento dos Correios

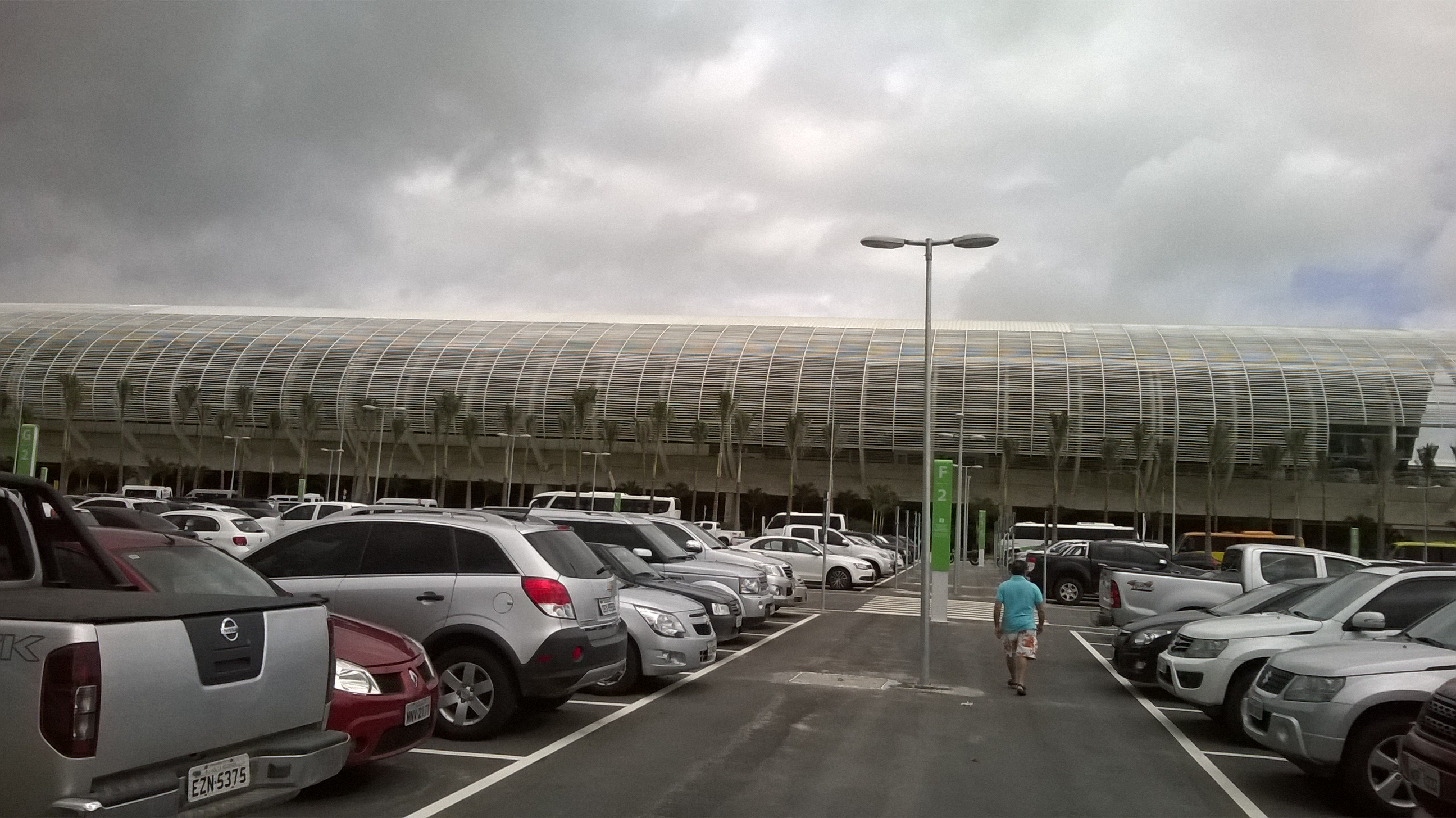
Fachada do terminal aeroportuário.

Ainda em 2015, é especulado que o aeroporto receberá a instalação do Centro de Tratamento do Correio Internacional (CTCI) dos Correios, o que posteriormente é confirmado pela estatal federal. Com capacidade de tratamento de até 40 mil encomendas por dia, o hub atenderá a demanda das regiões Nordeste, Norte e parte do Centro-Oeste.
As obras do Acesso Sul, que liga o aeroporto até a BR-226, atingem um patamar de 50% e tem previsão de entrega até o fim de 2016.
Em setembro de 2016 foi confirmado que o Aeroporto Internacional de Natal é o maior exportador do Nordeste brasileiro. Tendo entre junho de 2015 e julho de 2016 exportado mais de 5.800 toneladas de cargas, a marca foi alcançada graças ao investimento da Inframérica em infraestrutura, tecnologia e pessoal. Hoje o Terminal de Cargas Brasil - TCB Natal possui 4 mil m² de área construída, sete câmaras frias, depósitos para armazenamento de cargas perigosas e 1.495,97 m² destinados ao recebimento de cargas vivas. A estrutura atual permite importação e exportação de diferentes tipos e quantidades de mercadorias para qualquer lugar do mundo. O TCB Natal também tem a seu favor a posição geográfica: é o armazém mais próximo da África e Europa, diminuindo a distância e os custos da exportação.

### 2023 - Primeiro Processo de Relicitação do Brasil
A administradora INFRAMÉRICA aderiu ao processo de relicitação para a devolução amigável do ativo, que foi seguida pela realização de novo leilão e a assinatura de contrato de concessão com a nova concessionária vencedora do certame. Trata-se de um mecanismo que traz segurança jurídica aos contratos e permite a continuidade da prestação dos serviços.
O ASGA foi qualificado no âmbito do Programa de Parcerias de Investimentos (PPI) em agosto de 2020, por meio do Decreto nº 10.472/2020. Com a assinatura do Termo Aditivo da relicitação, foram estabelecidas as relações contratuais entre o poder concedente e a atual concessionária até a transferência do ativo para a nova concessionária.         
Em março de 2021, a Agência Nacional de Aviação Civil (ANAC) aprovou a Consulta Pública nº 2/2021, que recebeu contribuições relativas à minuta de edital, ao contrato de concessão e aos Estudos de Viabilidade Técnica, Econômica e Ambiental (EVTEA) do ASGA. Em abril daquele ano, foi realizada audiência pública virtual para participação de interessados no leilão.      
Em fevereiro de 2023, a Diretoria da ANAC aprovou, em caráter inédito, o edital de relicitação do ASGA, demonstrando que o instituto da relicitação, viabilizado pela Lei nº 13.448, de 5 de junho de 2017, e pelo Decreto nº 9.957, de 6 de agosto de 2019 (clique nos links para acessar), é viável e tem potencial para assegurar a continuidade do desenvolvimento da infraestrutura brasileira.
Em 19 de abril de 2023, a ANAC e B3 realizaram a sessão pública de esclarecimentos ao leilão do ASGA, destinada à apresentação da dinâmica do certame aos proponentes, investidores e demais interessados, a ser adotada no dia do leilão. Para acessar a íntegra da reunião de esclarecimentos, basta clicar no vídeo do evento no canal oficial da ANAC ou no player abaixo.
O Aeroporto de São Gonçalo do Amarante (ASGA), que atende ao município de Natal (RN) e região, foi arrematado no dia 19 de maio, em leilão na sede da B3, pelo valor de R$ 320 milhões, representando um ágio de 41% sobre o lance mínimo de R$ 226,9 milhões inicialmente estabelecido. O ativo foi arrematado pela Zurich Airport International depois de longa disputa, lance a lance, com a proponente NK 230 Empreendimentos e Participações e foi integrado ao portfólio da Zurich Airport Latin America.

## Complexo Aeroportuário
O Aeroporto Internacional de Natal dispõe de um amplo saguão de embarque, 45 balcões de check-in, 12 totens de self check-in, self bag tag, Wi-fi grátis para todos os passageiros e sistema de bagagens cem por cento automatizado.  
- Área total do sítio aeroportuário: 15.000.000,00m²
- Área total do TPS-1: 40.000m2
- Pista principal: 3000m x 60m
- Taxiway paralela: 3000 x 60m
- Pátio de aeronaves: 26 posições (sendo 8 em pontes de embarque com acesso direto do terminal)
- Estacionamento: 1.500 vagas
- Possui a maior capacidade de pista do Nordeste (30 movimentos por hora)
- Capacidade de receber aeronaves de grande porte como o Airbus A380

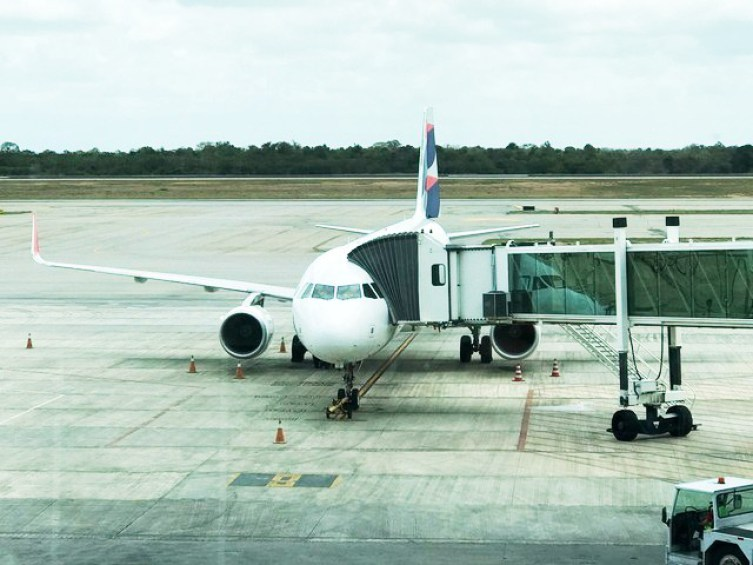
Aeronave da companhia aérea Latam no pátio.

- Capacidade para operação de hub
- Sala VIP
- Aeroporto totalmente climatizado

## Estatísticas
Ver a consulta original do Wikidata.
| Ano  | Total de Passageiros | % diferença | Movimento | % diferença | Rank Brasil |
| 2014 | 2.483.704            | Estável     | 36,842    | Estável     | 19          |
| 2015 | 2 584 355            | 4,05%       | 35.578    | 5,4%        | 19          |
| 2016 | 2.316.349            | 10.4%       | 30.155    | 15.2 %      | 19          |
| 2017 | 2.403.135            | 3,74%       | 38.025    | 26,1%       | 19          |
| 2018 | 2.429.389            | 1,1%        | 37.624    |             | 19          |
| ---- | -------------------- | ----------- | --------- | ----------- | ----------- |

## Polêmica
Em agosto de 2022, o deputado estadual Michel Diniz (Solidariedade) apresentou uma proposição de plebiscito que decida a desativação do Aeroporto Governador Aluízio Alves e o retorno de operações do Aeroporto Internacional Augusto Severo, em Parnamirim. As razões apresentadas pelo político foram o transferimento do hub da TAM para Fortaleza, no Ceará, o prejuízo ao turismo devido à dificuldade de acesso ao aeroporto, o qual foi construído em uma região muito afastada da capital, sendo o transporte de ida e vinda dependente de pacotes oferecidos por taxistas e agências de turismo, e a falta de atrativos visuais decorrente do plano original de construção, que pensava o local como um aeroporto de carga.
Michel Diniz também defende que nunca foi do interesse da sociedade que o aeroporto fosse transferido de Parnamirim, tendo sido, na verdade, uma decisão política que prejudicou a população e os turistas. O deputado chegou a ir a Brasília estudar a possibilidade de reativar o Augusto Severo por meio da Aeronáutica e do Ministério da Defesa, destacando um parecer positivo da Agência Nacional de Aviação Civil (ANAC), que apontou o aeroporto de Parnamirim como mais barato e lucrativo.
Atualmente, o deputado conseguiu uma grande quantidade de apoio por parte da população e de figuras proeminentes, como Bira Marques, presidente da CDL Parnamirim, Marcelo Torres, presidente do Instituto de Advogados Potiguares, Nestor Galhardo, ex-comandante de aviação civil e especialista, e Abraão Júnior, chefe do gabinete da Secretaria Extraordinária de Gestão de Projetos, o qual representou a prefeitura de Natal. O projeto segue em trâmite.